# Reggia di Quisisana

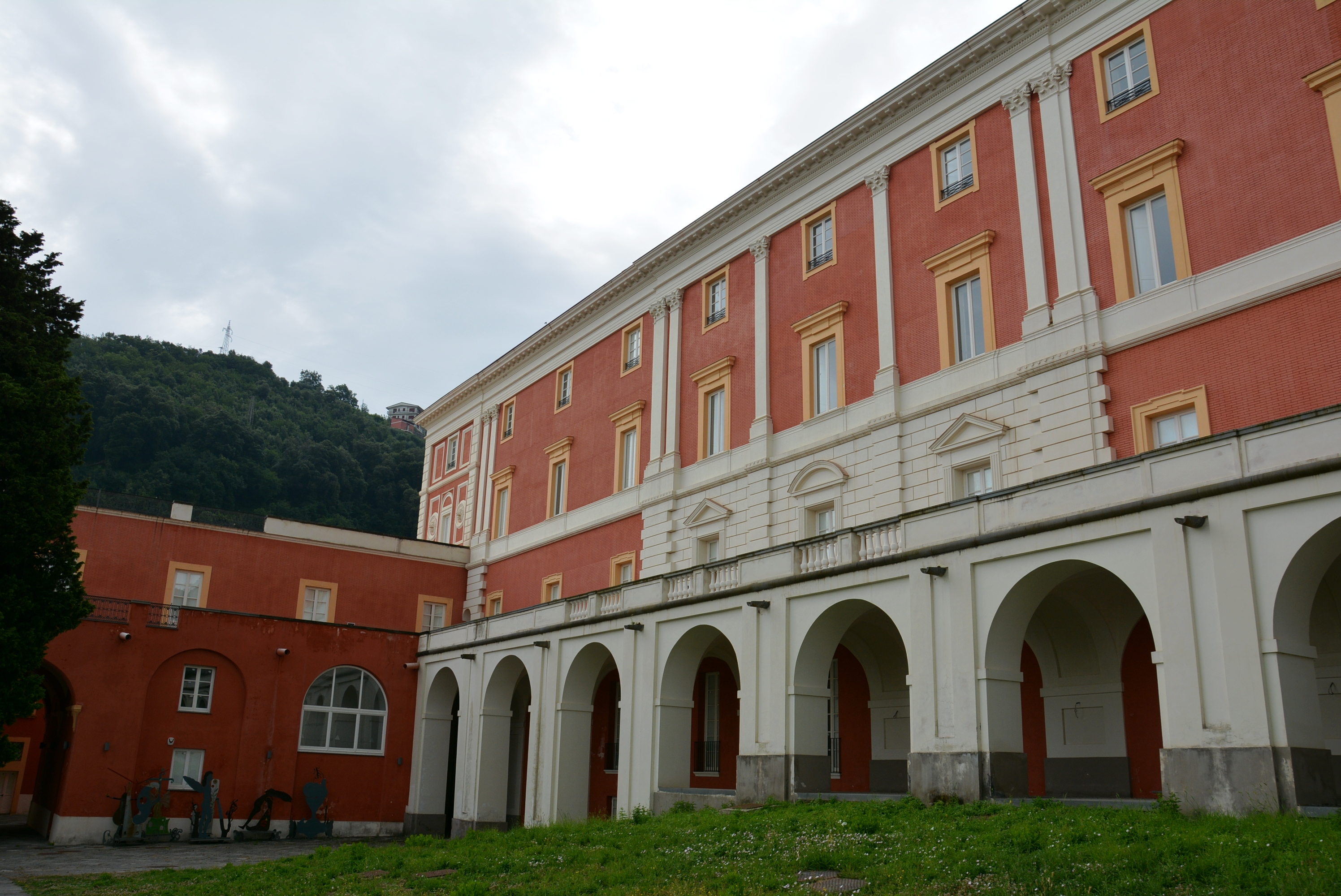
Reggia di Quisisana in Castellammare di Stabia: Hauptfassade

Die Reggia di Quisisana ist ein Palast aus dem 13. Jahrhundert im Viertel Quisisana in den Hügeln von Castellammare di Stabia in der italienischen Region Kampanien. Er liegt an der Salita Quisisana. Im Laufe der Jahrhunderte hatte der Palast verschiedene Funktionen, vom Königspalast bis zu einem Kollegium; schließlich wurde der in ein Hotel umgewandelt. Nach einer Periode der vollständigen Aufgabe, die ihn zu einer Ruine hatte werden lassen, wurden 2009 die Restaurierungsarbeiten abgeschlossen, die ihn zu altem Glanz zurückführten. Seit 2020 ist dort das Museo archeologico di Stabia Libero D’Orsi untergebracht.

## Geschichte
Die Ursprünge des Königspalastes von Quisisana liegen im Dunklen: Sicherlich wurde der Bau vor 1280 fertiggestellt, was sowohl einige Dokumente, die von König Karl I. geschrieben wurden, als auch der Decamerone von Giovanni Boccaccio bezeugen, der in der VI. Novelle des X. Tages rezitierte:

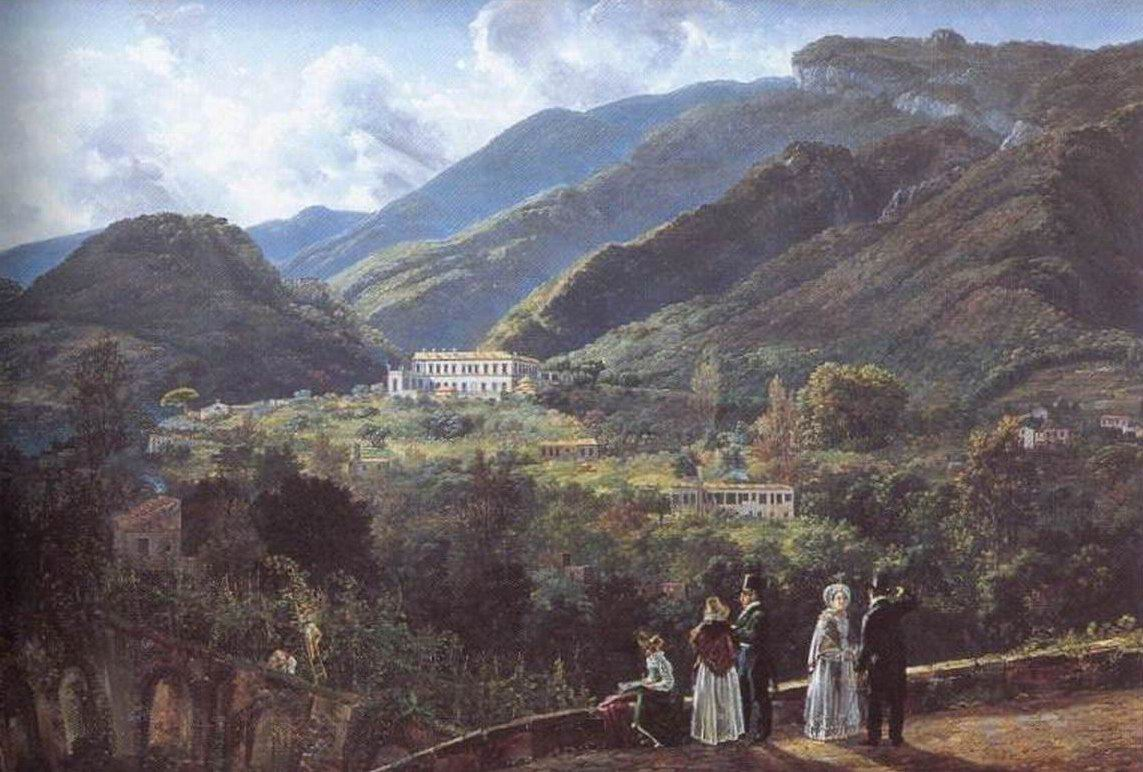
La Real Casina di Quisisana, Johan Christian Clausen Dahl (1810)

“Un cavalier, chiamato messer Neri degli Uberti, con tutta la sua famiglia e con molti denari uscendone, non si volle altrove che sotto le braccia del re Carlo riducere; e per essere in solitario luogo e quivi finire in riposo la vita sua, a Castello a mare di Stabia se n’andò; e ivi forse una balestrata rimosso dall’altre abitazioni della terra, tra ulivi e nocciuoli e castagni, de’quali la contrada è abondevole, comperò una possessione, sopra la quale un bel casamento e agiato fece, e allato a quello un dilettevole giardino, nel mezzo del quale, a nostro modo, avendo d’acqua viva copia, fece un bel vivaio e chiaro, e quello di molto pesce riempiè leggiermente‘

Dabei bezog er sich genau auf den Bau von Quisisana. Zum Glück gereichte dem Königspalast auch die Wahl des Ortes, der ein gesundes Klima hatte und gleichzeitig einen der schönsten Panoramablicke über den Golf von Neapel bot: Einige behaupten, die Gegend würde aus all diesen Gründen Domus de Loco Sano (dt.: Haus des gesunden Ortes) genannt, was später in „Quisisana“ umgewandelt wurde, während Andere die These unterstützen, dass er Name von einem Satz abgeleitet sei, den König Karl II. sprach: „Qui si sana“, nachdem er in genau dieser Wohnstatt von einer schweren Krankheit genesen sei. Die ersten gesicherten Aufzeichnungen über den Ablauf des Lebens im Inneren des Königspalastes stammen aus der Zeit der Herrschaft des Hauses Anjou: Tatsächlich wurde dieser zuerst durch Karl I. und dann unter Robert von Anjou bemerkenswert erweitert und ein Gebäude geschaffen, in dessen Zentrum zwei rechtwinklige Baukörper lagen, der eine zum Meer hin, der andere an der Eingangsallee. Sie waren dreistöckig: Ein Stockwerk war für die Dienerschaft reserviert, eines für die Erholung und eines für die Repräsentation. Im Laufe weniger Jahre wurde das Bauwerk für die Regierenden zu einem der beliebtesten Reiseziele im Sommer und erlangte als Ort der Gesundheit und Heilung immer mehr Bekanntheit, sodass sich Ladislaus von Neapel 1401, nach einer Pestepidemie, zusammen mit seiner Familie dorthin flüchtete und so sich nicht infizierte. Die gleiche Situation ergab sich 1420 unter der Herrschaft von Johanna II. Nach der Herrschaft des Hauses Anjou, ab 1483, und somit unter dem Haus Aragón und den Vizekönigen, ging der Königspalast in den Besitz verschiedener Honoratioren über, wobei er sich bis 1541 nicht wesentlich veränderte, als Castellammare di Stabia zu einem Lehen der Farneses wurde, die sich auch diesen Bau aneigneten, aber die mangelnde Fürsorge und Nutzung durch die Familie Farnese verfiel er.

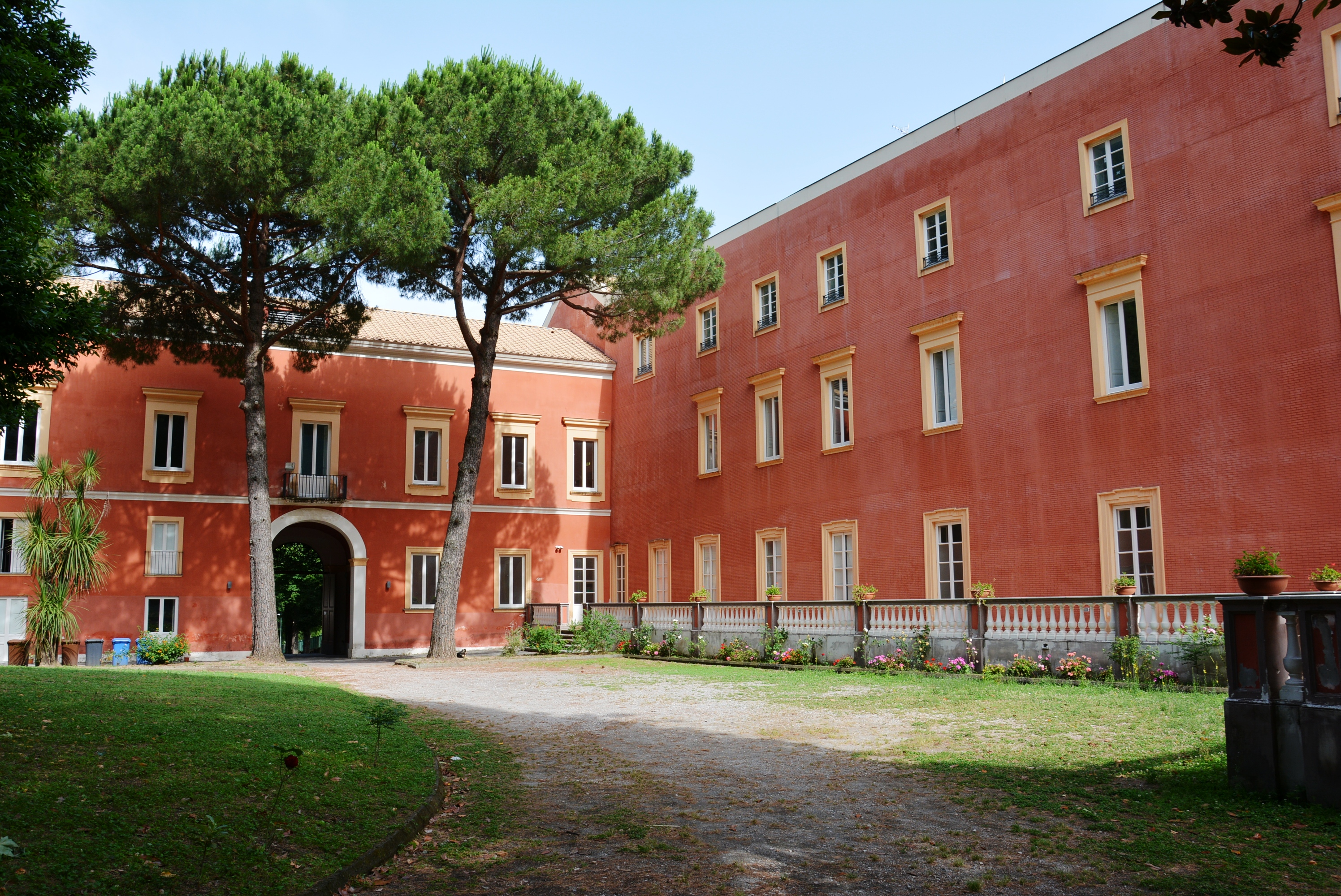
Der Innenhof

Bis zur Thronbesteigung durch die Bourbonen, genauer bis 1734, gibt es nicht mehr viele Nachrichten über den Königspalast, bis Karl III. von Spanien den Besitz seiner Mutter als Mitgift mitbrachte, darunter auch das „Casino di Quisisana“ (so wurde der Palast genannt), das als ältestes, königliches Anwesen des Königreiches galt. Erst 1758 aber, unter König Ferdinand IV., begann eine Reihe von Restaurierungs- und Erweiterungsarbeiten: Alle Baukörper wurden zu einem großen Bauwerk vereinigt, die die Form eines „L“ annahm, wogegen mit Ferdinand II. der Königspalast einen typisch angelsächsischen Ansatz bekam und eine große Terrasse gebaut wurde, von der es hieß, dass der König Spaß an der Jagd auf Wachteln hatte, die er von dort aus erschoss. Die Arbeiten dauerten schließlich von 1758 bis 1790, aber nur ein paar Jahre lang hinderten diese die königliche Familie an der Nutzung. Dies war die größte Glanzzeit des Königspalastes, der eine Wohnfläche von 49.000 m², verteilt auf zwei Stockwerke, erreichte; er hatte etwa 100 Räume zwei Terrassen und eine Kapelle. Nach der Renovierung des Palastes schritt man auch zu der des Gartens, der als typisch italienischer Garten gestaltet wurde, mit Wald, wo man vier Springbrunnen baute, die ‚‚Fontane del Re‘‘ (dt.: Brunnen des Königs) hießen, Sitzen aus Marmor, Statuen und Belvederes. In der Nähe des Palastes wurde ein Bauernhaus errichtet, eine Kirche, ein Landgut, ein Turm, eine Wachsfabrik, verschiedene Stallungen und die Wohnstätten für das Personal. Gerade wegen des Königspalastes wurde Castellammare di Stabia ein obligatorischer Stopp der Grand Tour wurde und in seinem Inneren organisierte der König oft offene Feste auch für die Bevölkerung. Nach dem Ende der Bourbon-Dynastie wurde der Königspalast von Räubern all seiner Möbel beraubt.

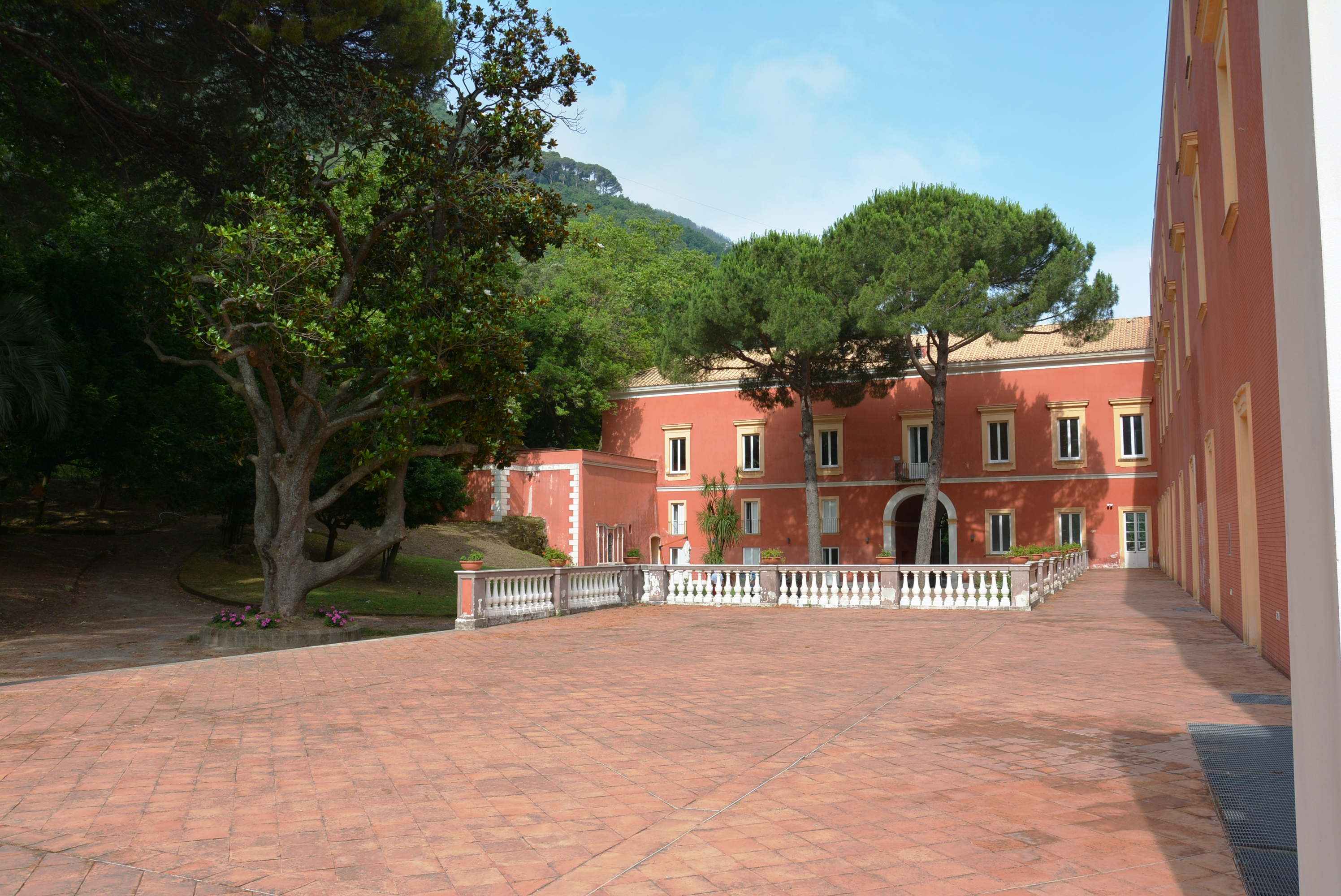
Die Terrasse

Nach der Einigung Italiens fiel der Königspalast an das Haus Savoyen, bis er am 31. Mai 1877 in Staatseigentum überging; ein Jahr später wurde er an die Gemeinde Castellammare di Stabia weitergereicht, die ihn wiederum zur Verwaltung an private Nutzer gab: 1898 wurde auf starken Druck des Bürgermeisters in dem Königspalast ein Hotel namens „Margherita“ (wahrscheinlich benannt nach der Königin) eröffnet, aber bereits 1902 wurde es wieder geschlossen. Von 1909 bis 1910 war das Collegio dell’Anunziata von Neapel in dem Gebäude untergebracht, wogegen es nach dem Ausbruch des Ersten Weltkrieges als Militärhospital diente und ab 1920 das Militärkolleg von Rom beherbergte. 1923 wurde auf Betreiben des Bürgermeisters Francesco Monti erneut ein Hotel eröffnet, diesmal unter dem Namen „Royal Hotel Quisisana“. Ab 1928 diente es Empfängen und dem Istituto Superiore Agrario und 1931 wurde das Royal Hotel Quisisana im Italienführer des Touring Club Italiano als Hotel erster Ordnung mit gut 200 Zimmern und etwa 140 Betten erwähnt. Im Zweiten Weltkrieg diente der Königspalast erneut als Militärhospital und nach dem Ende der Feindseligkeiten wurde er wieder zu einem Hotel bis in die Mitte der 1960er-Jahre, als es endgültig geschlossen wurde. So wurde die Reggia di Quisisana vollständig aufgegeben, wodurch sie wieder verfiel. Beim Erdbeben in der Irpinia 1980 kam es zu etlichen Einstürzen, sowohl der tragenden Bauteile, als auch der Decken und Treppen. Nach mehreren Initiativen begannen im Mai 2002 die Restaurierungsarbeiten, die 2009 mit zwei Jahren Verzögerung gegenüber der ursprünglichen Planung abgeschlossen wurden. 2020 wurde in den Räumen des ehemaligen Königspalastes das Museo archeologico di Stabia Libero D’Orsi eingeweiht, in dem Fundstücke aus den archäologischen Ausgrabungen in Castellammare di Stabia und Umgebung ausgestellt werden.

## Beschreibung

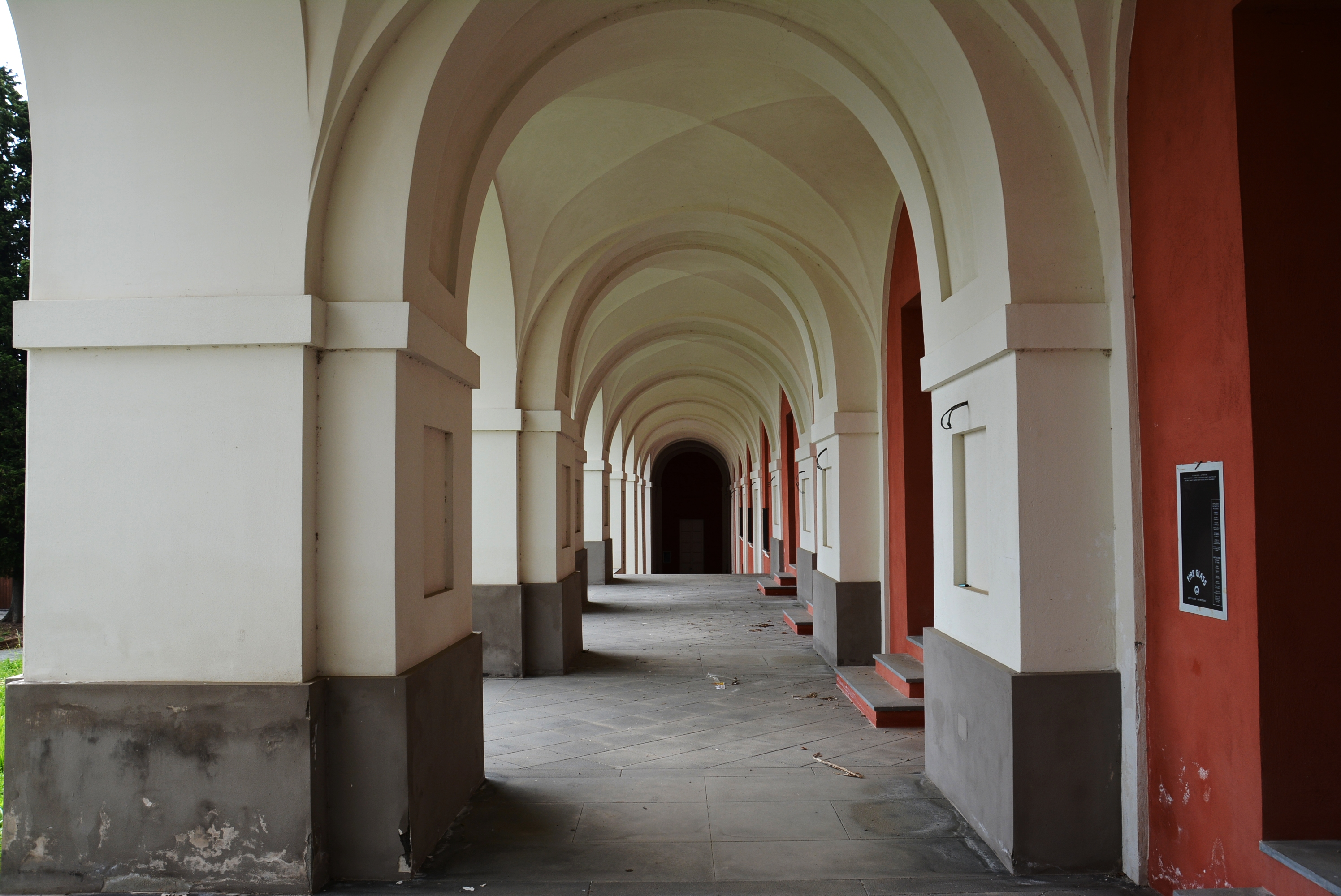
Die Vorhalle

Das heutige Gebäude des Königspalastes, das aus tragendem Mauerwerk erbaut wurde, erstreckt sich auf drei Baukörper, die miteinander zu einem „L“ verbunden sind: Der erste Baukörper hat zwei Stockwerke und bildet den Zugang zum Königspalast; er hat ein Erdgeschoss mit einem breiten Eingangsportal von einer Allee aus und ein Obergeschoss, wo die Räume der Adelsfamilie liegen, die sich zum Park hin in einer breiten Terrasse öffnen. Der zweite Baukörper liegt rechtwinklig zum ersten und besteht aus zwei Vollgeschossen, zu denen ein Dachgeschoss tritt; seine Fenster sind mit klassischen Elementen verziert. Der dritte Baukörper neigt sich zum Hügel hin und hat eine Vorhalle. Alle Möbel im Inneren und die dekorativen Elemente gingen im Laufe der Zeit durch Abnutzung und das Eindringen von Wasser größtenteils verloren: Wo es möglich war, hat man versucht, einige keinthische Kapitelle und Löwenköpfe zu restaurieren. Bei den Restaurierungsarbeiten wurden die gleichen Materialien benutzt, die beim Bau des Königspalastes zum Einsatz kamen: Man vermied es daher, Zementmörtel zu benutzen, die Geschossdecken aus Holz wurden teilweise unter Einsatz des gleichen Materials, aber mit höherer Belastbarkeit, ersetzt; auch die Fensterrahmen bestehen – ob innen oder außen – aus geformten Holzrahmen.
Der Königspalast ist von einem etwa 20.000 m² großen, italienischen Garten umgeben: Man findet dort verschiedene Arten von Bäumen, wie Aleppo-Kiefern, Eiben, Steineichen, Weiß-Tannen, Buchsbäume, Libanon-Zedern, Affodille, stechende Mäusedorne, westliche Erdbeerbäume und Platanen, sowie als Blumen Alpenveilchen, Besenginster und eingrifflige Weißdorne. Bei der Restaurierung hat man auch an die Neuordnung des Gartens durch Anlegen von Wegen aus gestampfter Erde und Pflastersteinen gedacht.
Um den Komplex des Königspalastes ist ein Park angelegt, der sich über einen guten Teil der Castellammare di Stabia zugewandten Seite des Monte Faito erstreckt.

## Park

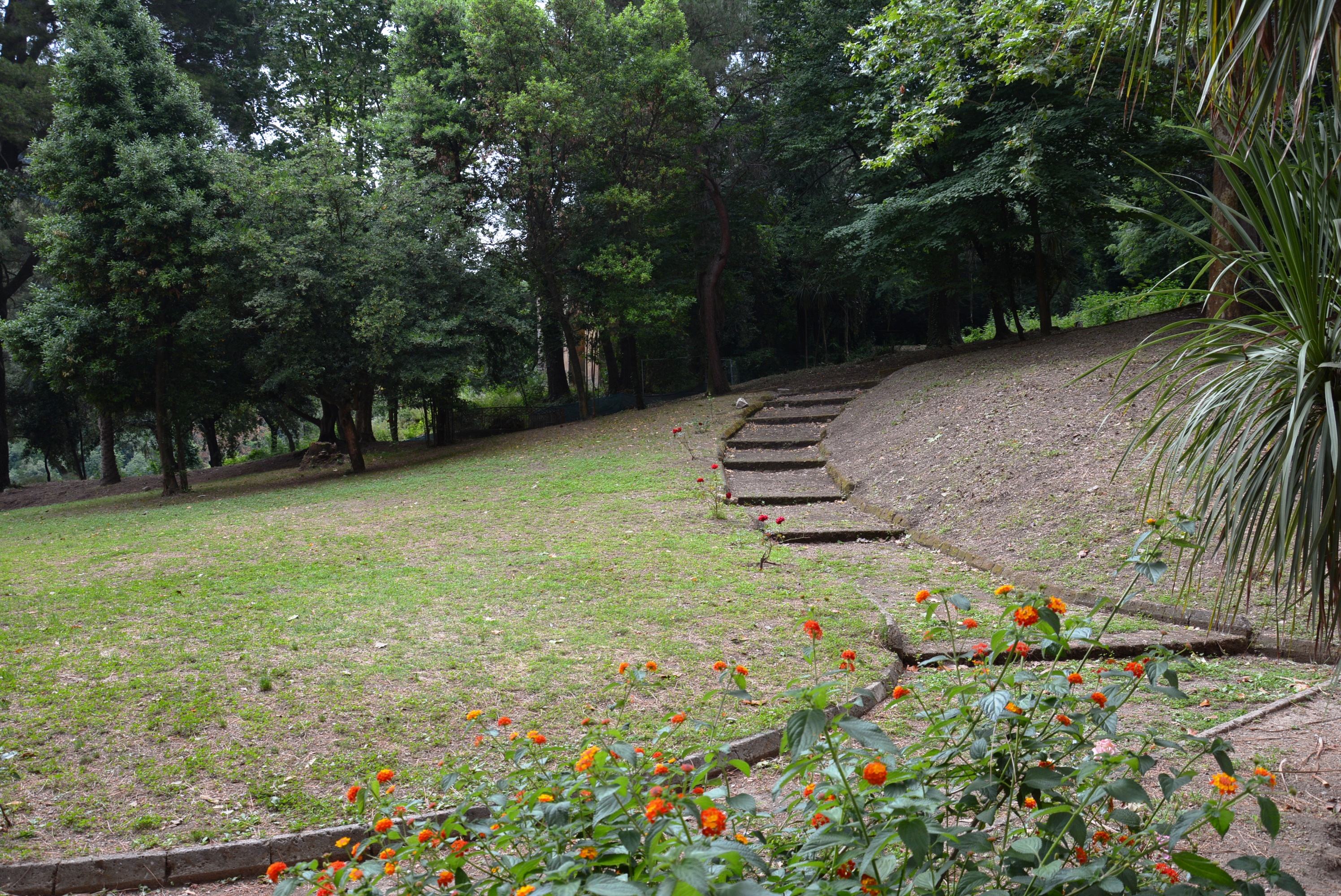
Der Park

Der Park der Reggia di Quisisana erstreckt sich über ein Gebiet, das in Ost-West-Richtung vom Rivo San Pietro bis zum Rivo della Monache reicht und in Nord-Süd-Richtung vom Monte Faito bis zur Staatsstraße 145 Sorrentina. Er wurde im 13. Jahrhundert angelegt und diente vor allen Dingen den Regenten des Hauses Anjou zur Jagd. Aber erst 1759, in der Zeit von Ferdinand IV., erreichte der Park seinen höchste Glanzzeit: Eine imposante Mauer wurde gebaut, die ihn an seinem gesamten Umfang umschloss, der Fluss seiner Wasser wurde durch den Bau einer Anlage reguliert, die aus Springbrunnen, die in einer Art von Dreizack aus Achsen aufgereiht waren, die heute nicht mehr funktionieren, aber noch gut sichtbar sind, und eine Reihe von Sichtachsen wurde geöffnet, um das glänzende Panoramablick auf den Golf von Neapel genießen zu können.
Zwischen dem 18. und dem 19. Jahrhundert wurde der Park nochmals umfangreich erweitert und verschönert: Man baute einen Turm und später Treppen, Marmorbänke und Alleen; alle Konturen der Blumenbeete wurden in Tuffstein gesäumt und ein System von gut fünf Springbrunnen geschaffen, die sich entlang der Hauptallee aufreihten, die von zwei Reihen Platanen und Rosskastanien flankiert wurde. Der Brunnenkomplex erhielt den Namen „Fontane di Re“ (dt.: Springbrunnen des Königs): Drei haben Becken, eines fein dekoriert aus Lavastein, eingerahmt in einen Damm, eines aus weißem Marmor, das kleiner ist als die anderen und nicht die beiden Sockel aus Marmor hat: Diese Springbrunnen verfielen vollkommen.
Die Bepflanzung des Parks besteht aus einigen Monumentalbäumen, darunter eine Aleppo-Kiefer mit einem Umfang von 4,95 Metern, aber auch japanische Wollmispeln, kanarische Dattelpalmen, Eukalypten, See-Kiefern, italienische Zypressen, Kamelien und Magnolien; im Bereich des Landgutes befinden sich Obstgärten, während in den bewaldeten Bereichen Edelkastanien, Hainbuchen, Ulmen und Steineichen stehen.